# Háros-sziget
Háros-sziget är en ö i Ungerns huvudstad Budapest.   Den ligger 11 km söder om Budapests centrum.